# Belgischer Ligapokal
Der Belgische Ligapokal im Fußball wurde 1975 kurz nach der Gründung der Pro League unter dem Namen Coupe de la Ligue Pro eingeführt, aber nach einer Saison wieder eingestellt. 1985 und 1986 wurde der Wettbewerb erneut ausgespielt.
Von 1998 bis 2000 wurde der Wettbewerb erneut eingeführt. Diesmal trug er den Namen Coupe de la Ligue Professionnell. In diesen drei Ausgaben qualifizierte sich der Sieger für den UEFA-Intertoto Cup.
Wegen mangelnder Interesse und Problemen bei der Finanzierung durch TV-Einnahmen wurde der Wettbewerb im Jahr 2000 wieder eingestellt. Ein Vorschlag von Standard Lüttich 2010 den Wettbewerb, statt Play-offs in der Liga, wieder einzuführen, wurde von den anderen Vereinen abgelehnt.

## Die Endspiele im Überblick
| Jahr | Sieger           | Ergebnis             | Finalist           |
| ---- | ---------------- | -------------------- | ------------------ |
| 1975 | Standard Lüttich | n/a                  | n/a                |
| 1985 | FC Brügge        | n/a                  | n/a                |
| 1986 | RFC Lüttich      | n/a                  | n/a                |
| 1998 | SK Lommel        | 2:0                  | Germinal Ekeren    |
| 1999 | VV St. Truiden   | 4:3                  | Germinal Ekeren    |
| 2000 | RSC Anderlecht   | 2:2 n. V., 5:3 i. E. | Excelsior Mouscron |